# زفونكو فارغا
زفونكو فارغا (بالصربية: Звонко Варга)‏ هو مدرب كرة قدم ولاعب كرة قدم صربي في مركز الهجوم، ولد في 27 نوفمبر 1959 في زرنجانین في صربيا. شارك مع منتخب يوغوسلافيا تحت 20 سنة لكرة القدم. أما مع النوادي، فقد لعب مع نادي بارتيزان ونادي لييج.

## وصلات خارجية
- زفونكو فارغا على موقع الاتحاد الدولي (مؤرشف)  (الإنجليزية)
- زفونكو فارغا على موقع قاعدة بيانات كرة القدم.إي يو (الإنجليزية)
- زفونكو فارغا على موقع عالم كرة القدم.نت (الإنجليزية)